# Trachelas niger
Espèce
Trachelas niger est une espèce d'araignées aranéomorphes de la famille des Trachelidae.

## Distribution
Cette espèce est endémique du Brésil.

## Publication originale
- Mello-Leitão, 1922 : Novas clubionidas do Brasil. Archivos da Escola Superior de Agricultura e Medicina Veterinaria, Rio de Janeiro vol. 6, p. 17-56.